# Puno
Puno ist die Hauptstadt der Region Puno. Sie liegt im gleichnamigen Distrikt der Provinz Puno. Die Stadt zählte beim Zensus 2017 125.018 Einwohner. Im Ballungsraum lag die Einwohnerzahl bei 128.637. Sie liegt 3.800 m hoch am Ufer des Titicacasees im Süden von Peru.
Die Stadt ist Sitz des 1861 errichteten Bistums Puno.
Puno ist auch unter dem Namen „Ciudad de Plata“ (dt. die Stadt des Silbers) bekannt. Der Name stammt aus früheren Zeiten, in denen die Silberminen Punos zu den ergiebigsten Perus gehörten.

## Geographie und Klima
Die Stadt Puno liegt direkt am Titicaca-See. Zum Distrikt Puno gehören – die schwimmende Inseln der Urus nicht gerechnet – auch 43 kleine und kleinste Inseln nahe der Stadt. Sie haben zwischen 3 und 51 Einwohner (Stand 2017). Dazu kommen fünf winzige unbenannte Inseln, als Isla Sin Nombre 1 bis Isla Sin Nombre 5 („Insel ohne Namen“) durchnummeriert.
Das kalte, halbtrockene Klima wird maßgeblich durch diesen beeinflusst. Die Regenzeit beginnt im Oktober und endet Ende April. Die jährlichen Durchschnittstemperaturen liegen zwischen 14 °C und 3 °C.

## Geschichte
Puno wurde am 4. November 1668 vom Vizekönig Pedro Fernández Castro Andrade, dem Conde de Lemos, gegründet.

## Verkehr
Puno ist Endstation der Bahnstrecke Cusco–Puno. Die Eisenbahn erreichte die Stadt 1876 als der Streckenabschnitt Juliaca–Puno in Betrieb ging. Der öffentliche Personenverkehr ist seit 1999 eingestellt. Heute verkehren gelegentlich noch Touristen-Züge, unter anderem der Belmond Andean Explorer.
Zahlreiche Fernbuslinien verbinden Puno mit dem Rest des Landes. 
Der nächste Flughafen liegt in Juliaca, etwa 50 km entfernt.
Puno besitzt einen Hafen am Titicacasee, von dem aus Schiffe zu Inseln auf dem Titicacasee und in das benachbarte Bolivien verkehren. Früher gab es im Güterverkehr eine Eisenbahnfähre nach Puerto Guaqui in Bolivien, Reisende mussten umsteigen. Für diesen Verkehr unterhielt und betrieb die Bahn fünf Fährschiffe. Für die etwa 200 km lange Strecke benötigten die Schiffe 12 Stunden. Auf bolivianischer Seite bestand für die Reisenden Anschluss mit dem Zug von und nach La Paz. Auf der Hafenmole steht ein Leuchtturm.

## Kultur und Sehenswürdigkeiten

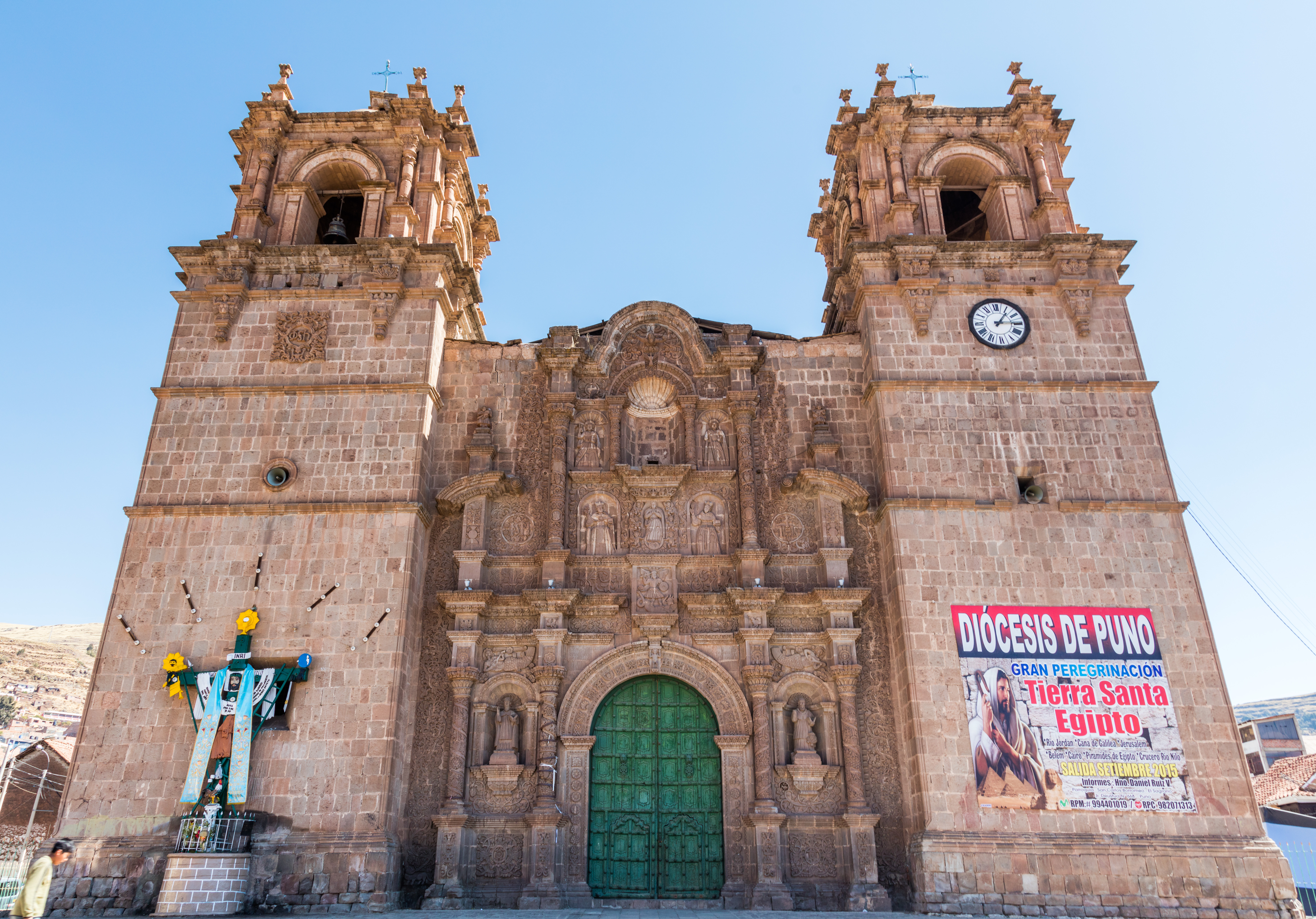
Kathedrale von Puno

Puno ist ein bei Touristen beliebter Ausgangspunkt für Ausflüge zu den Inseln im Titicacasee und anderen Sehenswürdigkeiten in der Umgebung.
Neben den echten Inseln im Titicaca-See existieren auch die schwimmenden Inseln der Urus; hierbei handelt es sich um künstliche, aus Schilfgras hergestellte Inseln, auf denen noch heute rd. 2.000 Uro-Indigenas leben.
Kathedrale
Die Kathedrale von Puno ist eine römisch-katholische Kirche und wurde im 17. Jahrhundert an der Plaza Mayor (Hauptplatz) im spanischen Barock-Stil erbaut. Die Vorderseite wurde von dem peruanischen Bildhauer Simón de Asta mit dekorativen Elementen aus der regionalen Tier- und Pflanzenwelt geschmückt. Im Inneren der Kirche mischt sich der spanische Barock mit Elementen der andinen Kultur.
Virgen de la Candelaria Diese Statue der Jungfrau von Candelaria steht in der Kirche San Juan Bautista. Sie steht jedes Jahr im Februar im Zentrum einer Prozession und eines Festes, das tausende Besucher anzieht und 2014 in die UNESCO-Liste des immateriellen Kulturerbes der Menschheit aufgenommen wurde.
Arco Deustua
Ein aus Stein gebauter Bogen, der zur Erinnerung an die Patrioten, die im Kampf für die Freiheit Perus ums Leben gekommen sind, gebaut wurde.
Balcón del Conde de Lemus
(dt. Der Balkon des Herzogs) Dieses Bauwerk war eines der ersten in Puno und wurde nach der Gründung der Stadt im Jahr 1668 errichtet.
Geschichten zufolge wohnte der Vizekönig Pedro Antonio Fernández de Castro in dem Haus, um einen regionalen Aufstand niederzuschlagen. Heute befindet sich eine Galerie und die Niederlassung des Nationalen Kulturinstituts in dem Haus.
- „Casa del Corregidor“
- Anhöhe Huajsapata
- Aussichtspunkt „Kuntur Huasi“
- Aussichtspunkt „Puma Uta“
- Marktstände am Hafen sowie der tägliche Markt in der Stadt, in dem vor allem Einheimische ihren Geschäften nachgehen.
- Sillustani, Grabtürme aus dem 13. bis 14. Jahrhundert der Kolla-Kultur; etwa 30 km westlich von Puno

Das Reserva Nacional del Titicaca umfasst ein weites Schilfgebiet vor Puno. Bootsführungen zeigen Besuchern die Naturschönheit des Sees.

## Städtepartnerschaften
- La Paz (1984), Bolivien
- Santa Cruz de la Sierra (1989), Bolivien

## Schulpartnerschaft
Die Mädchenschule "Colegio Santa Rosa" hat eine Schulpartnerschaft mit dem Graf-Stauffenberg-Gymnasium in Osnabrück.
Diese Partnerschaft besteht seit über 20 Jahren und dient dem interkulturellen Austausch zwischen den Schülerinnen und Schülern in Deutschland und Peru. In regelmäßigen Abständen besuchen sich Delegationen der Schulen gegenseitig, um die Partnerschaft lebendig aufrechtzuerhalten.

## Militär
In Puno befindet sich die Cuartel Manco Cápac (auch Fuerte Manco Cápac genannt). Weiteres beherbergt die Stadt das Hauptquartier der 6a Brigada de Fuerzas Especiales.

## Persönlichkeiten
- José Rufino Echenique (1808–1887), Militär und Politiker
- Teodoro Valcárcel (1900–1942), Komponist
- Gilberto Cueva Fernández (1926–2010), Musiker
- Edgar Valcárcel (1932–2010), Komponist
- Amiel Cayo Coaquira (* 1969), Schauspieler und plastischer Künstler

## Bildergalerie

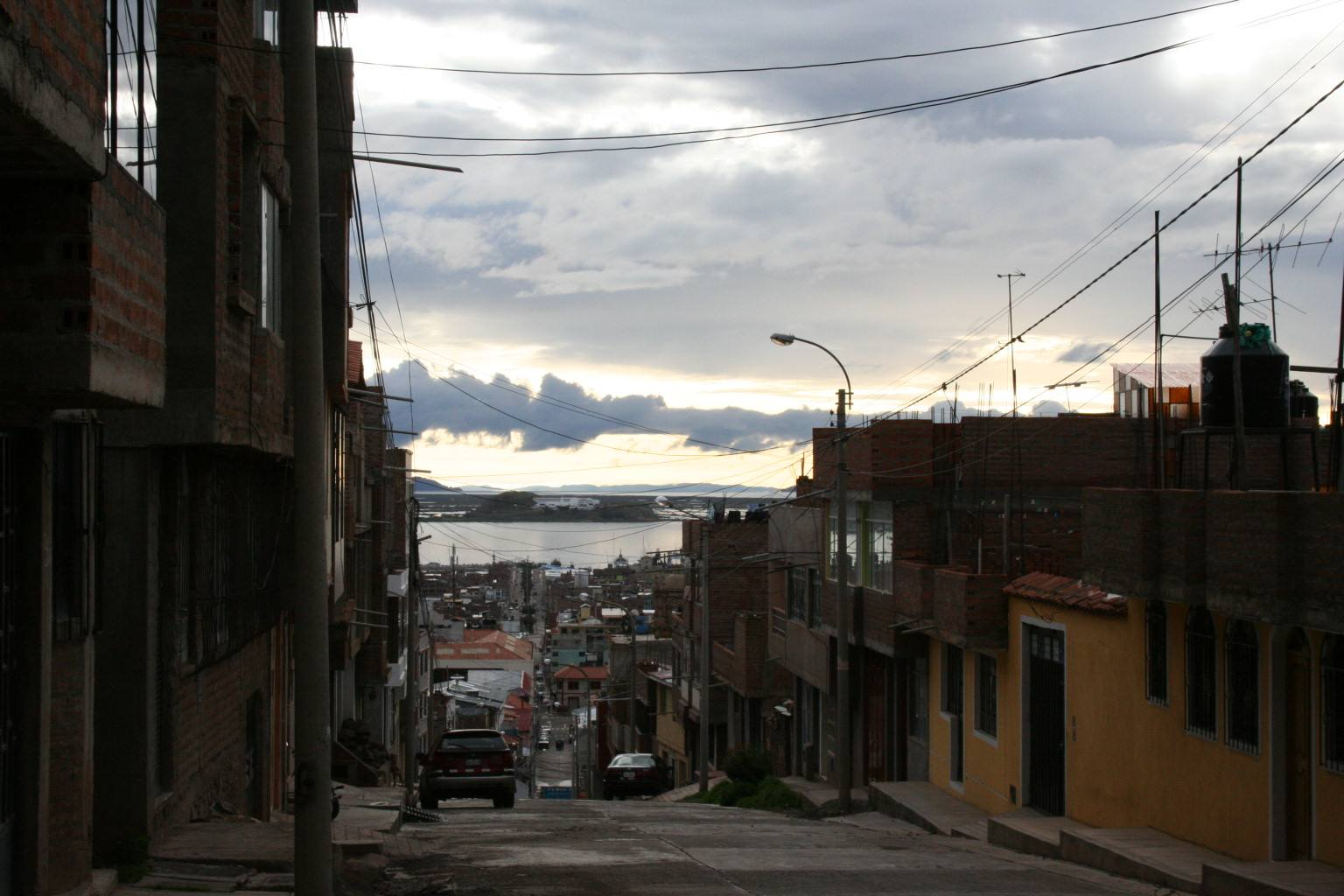
Puno am frühen Morgen
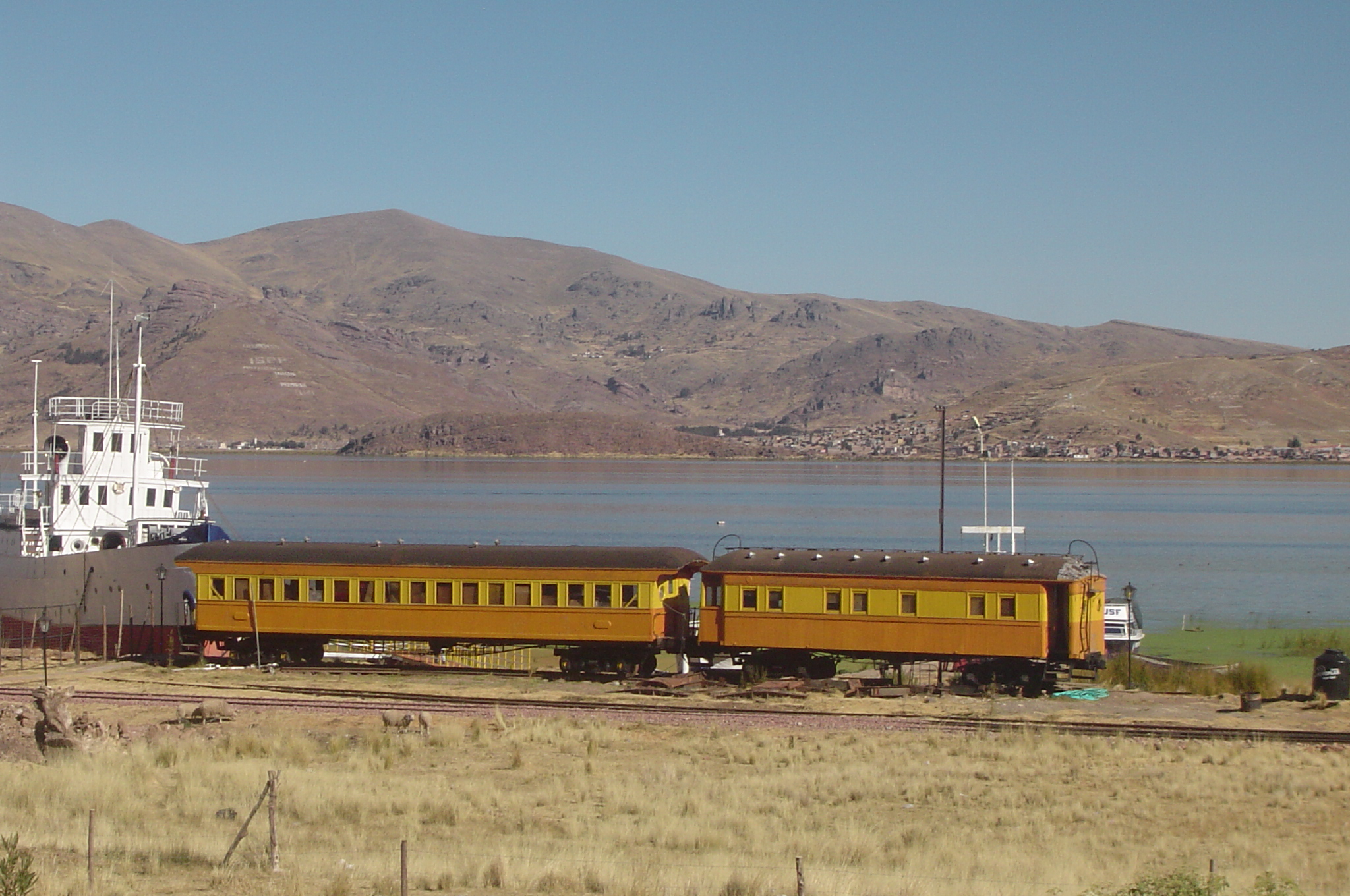
Andenbahn am Titicaca-See
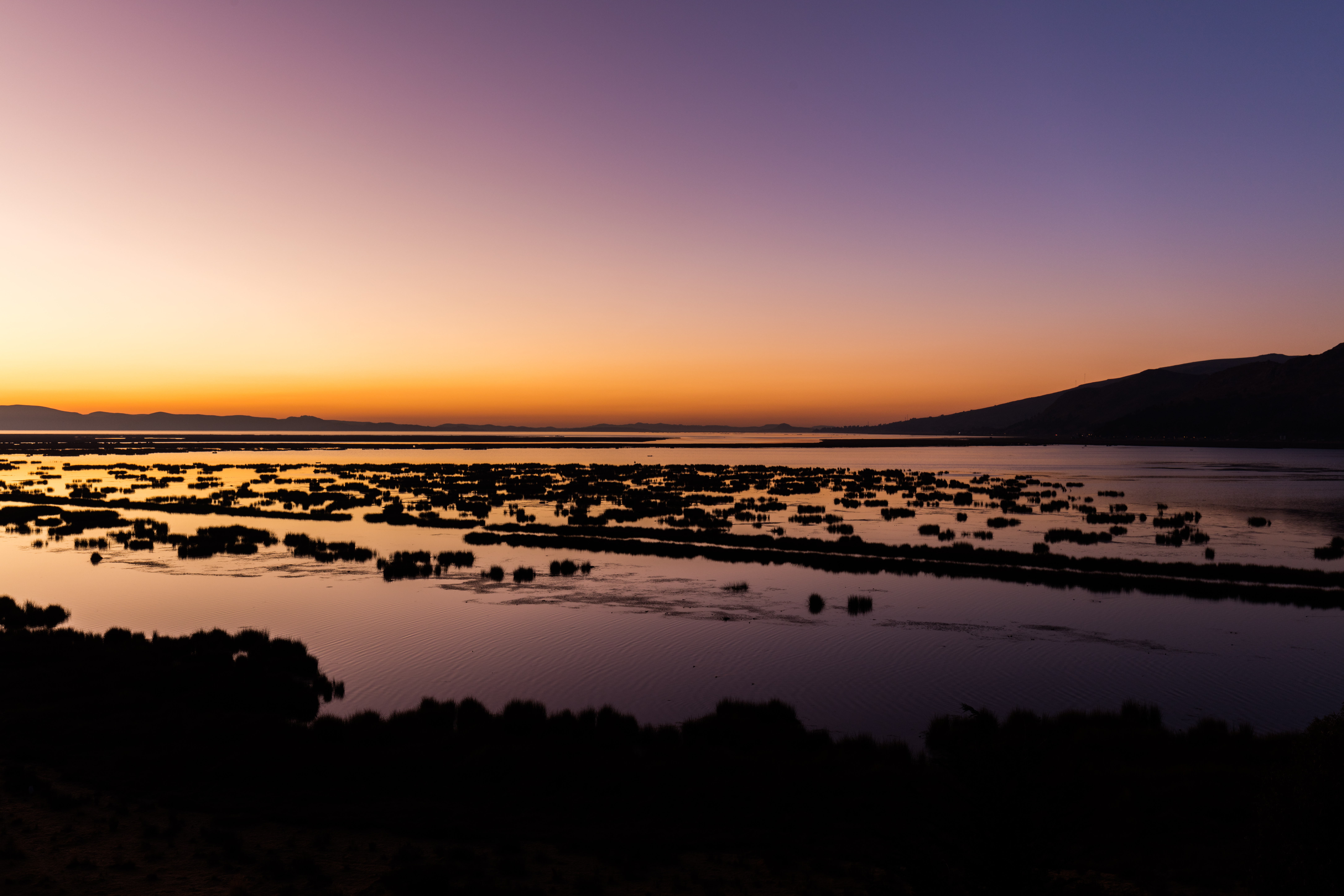
Blick auf den Titicaca-See beim Sonnenaufgang
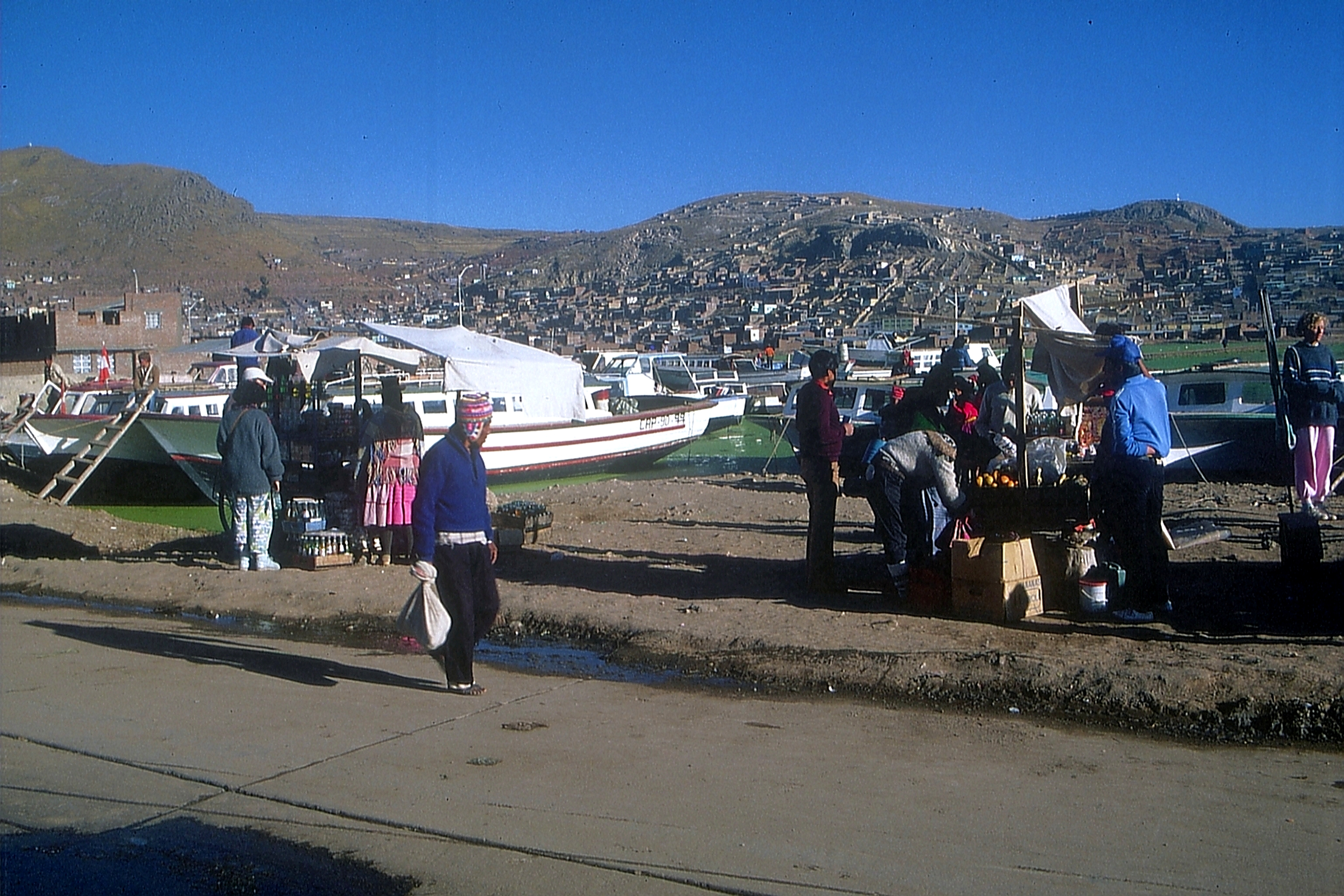
Am Hafen von Puno
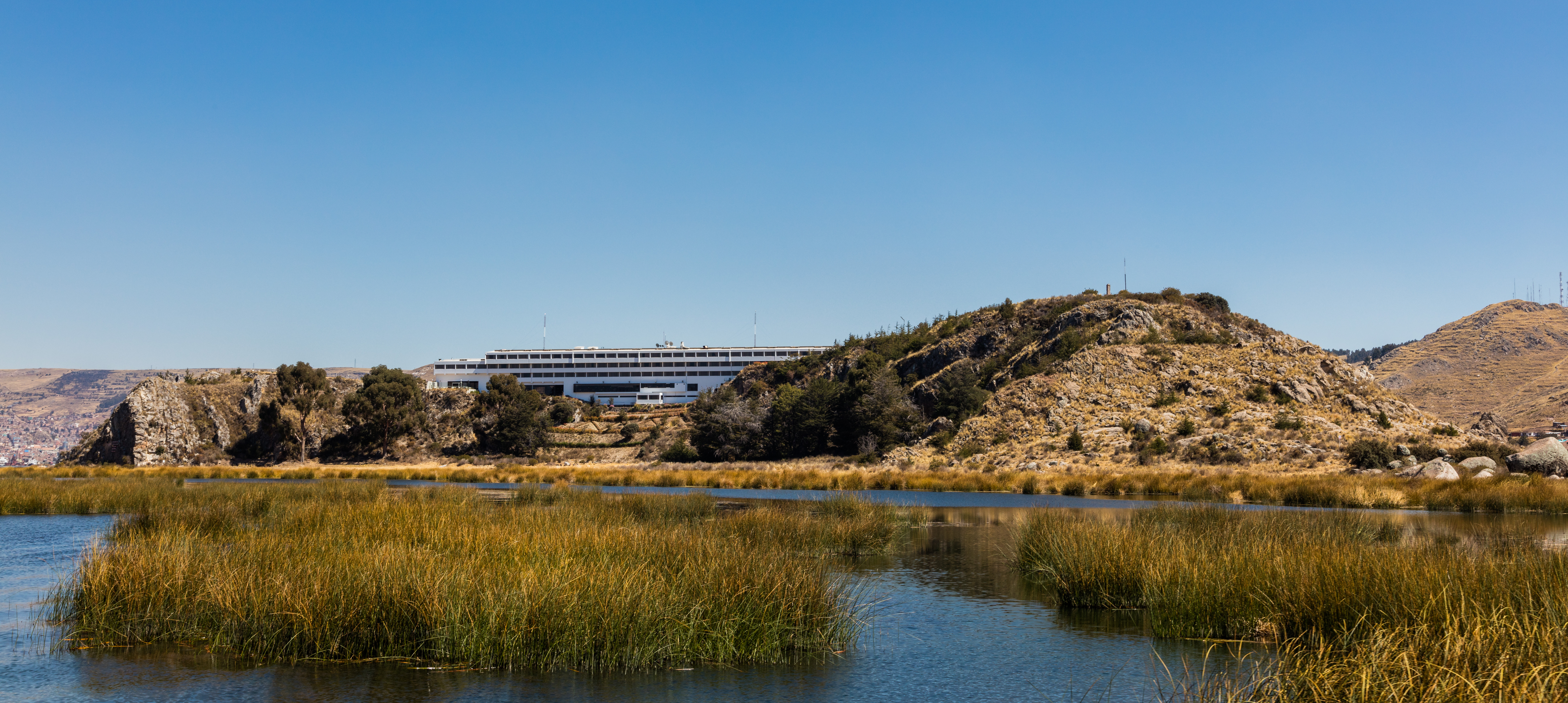
Hotelkomplex im Titicacasee
Panorama Puno